# Leptotes brevidentatus
Leptotes brevidentatus är en fjärilsart som beskrevs av Tite 1958. Leptotes brevidentatus ingår i släktet Leptotes och familjen juvelvingar. Inga underarter finns listade i Catalogue of Life.